# Pehr Blidberg
Pehr Blidberg (i riksdagen kallad Blidberg i Söderköping), född 27 december 1813 i Östra Ny församling, Östergötlands län, död 25 februari 1882 i Söderköpings församling, Östergötlands län, var en svensk borgmästare och politiker. Han var borgmästare i Söderköping 1854–1882.
Blidberg var ledamot av riksdagens andra kammare 1867–1869, invald i Vadstena, Söderköpings, Skänninge och Gränna valkrets.